# Landsmannschaft Rhenania Jena
Die Landsmannschaft Rhenania Jena ist eine farbentragende und pflichtschlagende Studentenverbindung im Coburger Convent (CC). Die Landsmannschaft wurde 1828 gegründet und hat knapp 170 Mitglieder. Sie ist politisch und konfessionell ungebunden.

## Couleur
Die Farben der Rhenania – und damit die Farben der Burschen – sind hellblau-weiß-rot mit silberner Perkussion. Die Füchse tragen ein weiß-rotes Band mit silberner Perkussion (jeweils wie üblich in Jena, von unten nach oben gelesen). Die Mützen sind im Hinterhauptformat und ebenfalls hellblau gehalten.

## Geschichte

### Geschichte der Landsmannschaft Rhenania
Die Landsmannschaft wurde 1828 von 20 Jenenser Studenten im alten Unigebäude als Akademischer Singverein unter dem ursprünglichen Namen „Akademischer Singverein Paulus“ gegründet. Er besaß zwar eine eigene Satzung, hatte aber noch keine strengen korporativen Strukturen. Im Wintersemester 1836/37 trat Carl Zeiß dem Singverein bei (1870 tat sein Sohn Roderich Zeiß es ihm gleich). Auf die erste Suspension im Jahre 1857 folgte die Rekonstitution am 2. März 1862 unter dem Namen „Akademischer Gesangsverein Paulus“, welcher strengere korporative Formen annahm und ab 1871 blau-weiß-blaue Farben führte.
1881 änderte man die Farben in blau-weiß-rot. Wenig später erfolgte der Namenswechsel in Rhenania und man trat dem Goslarer Kartell bei. Nach der zweiten Suspension 1886 erfolgte 1893 die Rekonstitution mit Hilfe der befreundeten Landsmannschaft Teutonia München, man trat dem Coburger Landsmannschafter Convent bei und kaufte 1904 als einer der ersten Bünde ein eigenes Haus (historisches Geleitshaus an der Camsdorfer Brücke). Da dieses Haus 1911 einer Brückenerweiterung weichen musste, baute man 1912 ein neues Haus in der Saalbahnhofstraße 19, welches noch heute von den Aktiven bewohnt ist.
1936 fand nach der dritten Suspension durch das NS-Regime ein Zusammenschluss mit „Die Märker“ statt, man verkaufte das Haus in der Saalbahnhofstraße an die Geologische Untersuchungsanstalt und bezog das Märkerhaus in der Seidelstraße. Nach dem Zweiten Weltkrieg war eine Rekonstitution in der sowjetischen Besatzungszone nicht möglich.

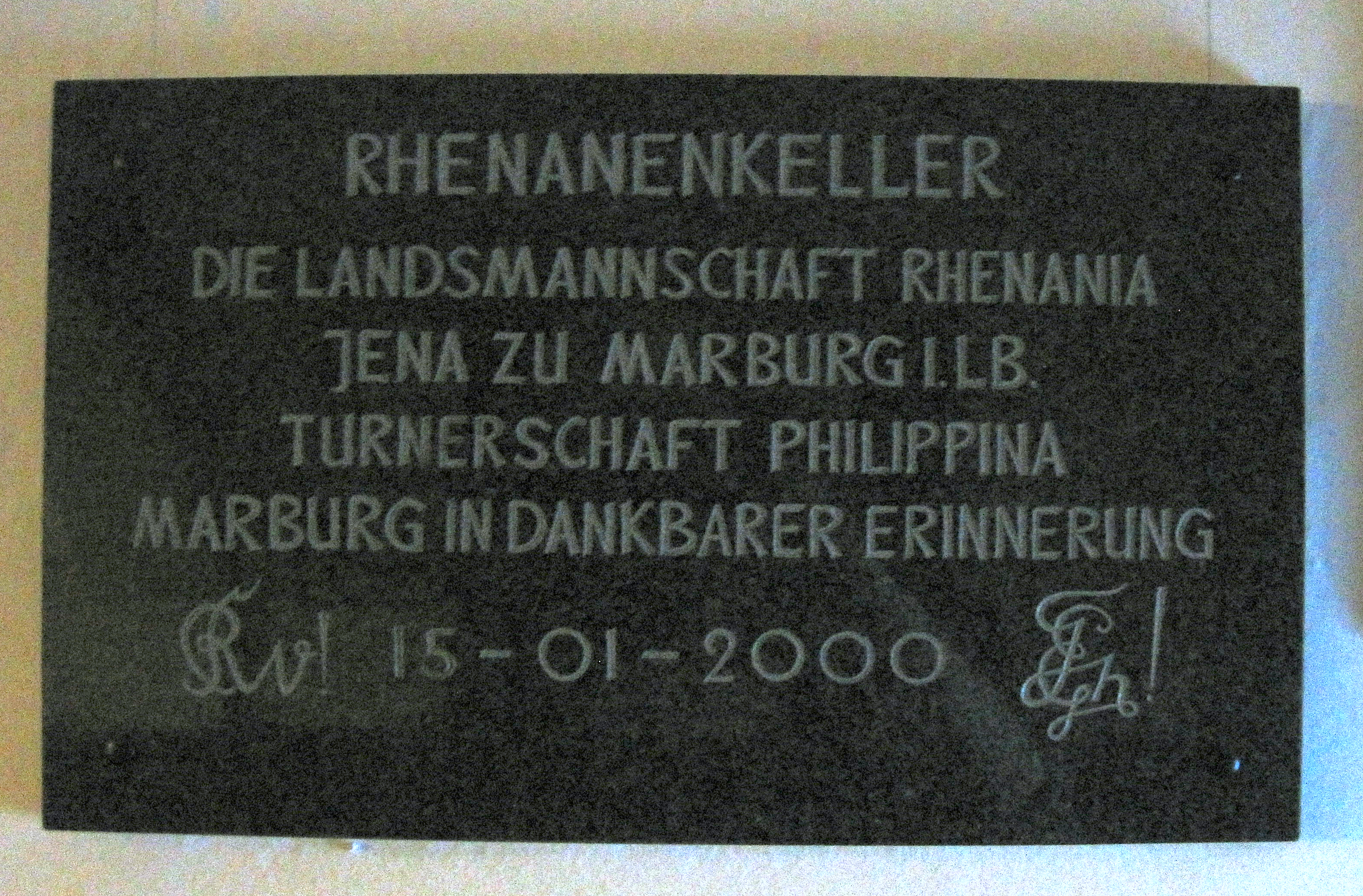
Geschenk der L! Rhenania für das Gastrecht auf dem Philipperhaus

1951 fand die dritte Rekonstitution in Marburg statt, wo man bei der Turnerschaft Philippina residierte. Zu Ehren wurde die Kellerkneipe auf dem Philipperhaus zu Rhenanenkeller umbenannt. 1957 konnte nun das Haus im Teichwiesenweg bezogen werden. Zur Unterscheidung zur VKDSt Rhenania wurden die Angehörigen der Landsmannschaft Rhenania daher auch die „Teichwiesenrhenanen“ genannt. Nach einer erfolglosen Rekonstitution der alten Jenenser Landsmannschaft Burgundia verschmolz man mit dieser 1969.
Durch die Wiedervereinigung war es 1991 möglich, an die alte Alma Mater zurückzukehren. 1993 bezogen die ersten Rhenanen wieder das Haus in der Saalbahnhofstraße, welches man vom Dach bis zum Keller Stück für Stück übernahm und 1999 zurückkaufte.
1994 paukte sich die Landsmannschaft Rhenania zu Jena und Marburg in den Jenenser Waffenring ein.
2012 wurde das Haus in Marburg verkauft und abgerissen. An der Stelle steht seitdem ein Appartementhaus.

### Geschichte der Märker
Die Märker wurden als „Verein junger Mediziner“ am 6. Dezember 1881 in Jena gegründet, gewannen 1889 unter dem Namen „Medizinischer Verein“ korporative Form und schlossen sich von 1896 bis 1911 dem Verband naturwissenschaftlicher und medizinischer Vereine an deutschen Hochschulen (Goslarer Verband) an.
Im Jahre 1925 wandelte sich der Verein zur farbentragenden und schlagenden Verbindung „Die Märker“ mit den Farben schwarz-weiß-rot und schwarzer Biedermeiermütze um und trat in die Deutsche Wehrschaft (DW) ein. Bereits 1924 hatte man sich ein eigenes Haus in der Seidelstraße in Jena gebaut.
Nach dem Ausscheiden aus der DW im Sommersemester 1930 nahm man die Bezeichnung Landsmannschaft an und trat 1932 der Deutschen Landsmannschaft (DL) bei. 1935 erfolgte die Suspension und 1938 der Zusammenschluss mit Rhenania in der Kameradschaft „Egerland“.

### Geschichte der Burgunden
Die Landsmannschaft Burgundia zu Jena hat ihren Ursprung in der im Wintersemester 1874/75 gegründeten interkorporativen „Philologischen Vereinigung“ als Bildungsgemeinschaft mit Professoren und Studenten als Mitglieder. Sie nannte sich später „Klassisch-Philologischer Verein zu Jena“ im Naumburger Kartellverband philologisch-historischer Vereine an deutschen Hochschulen (Naumburger Kartellverband).

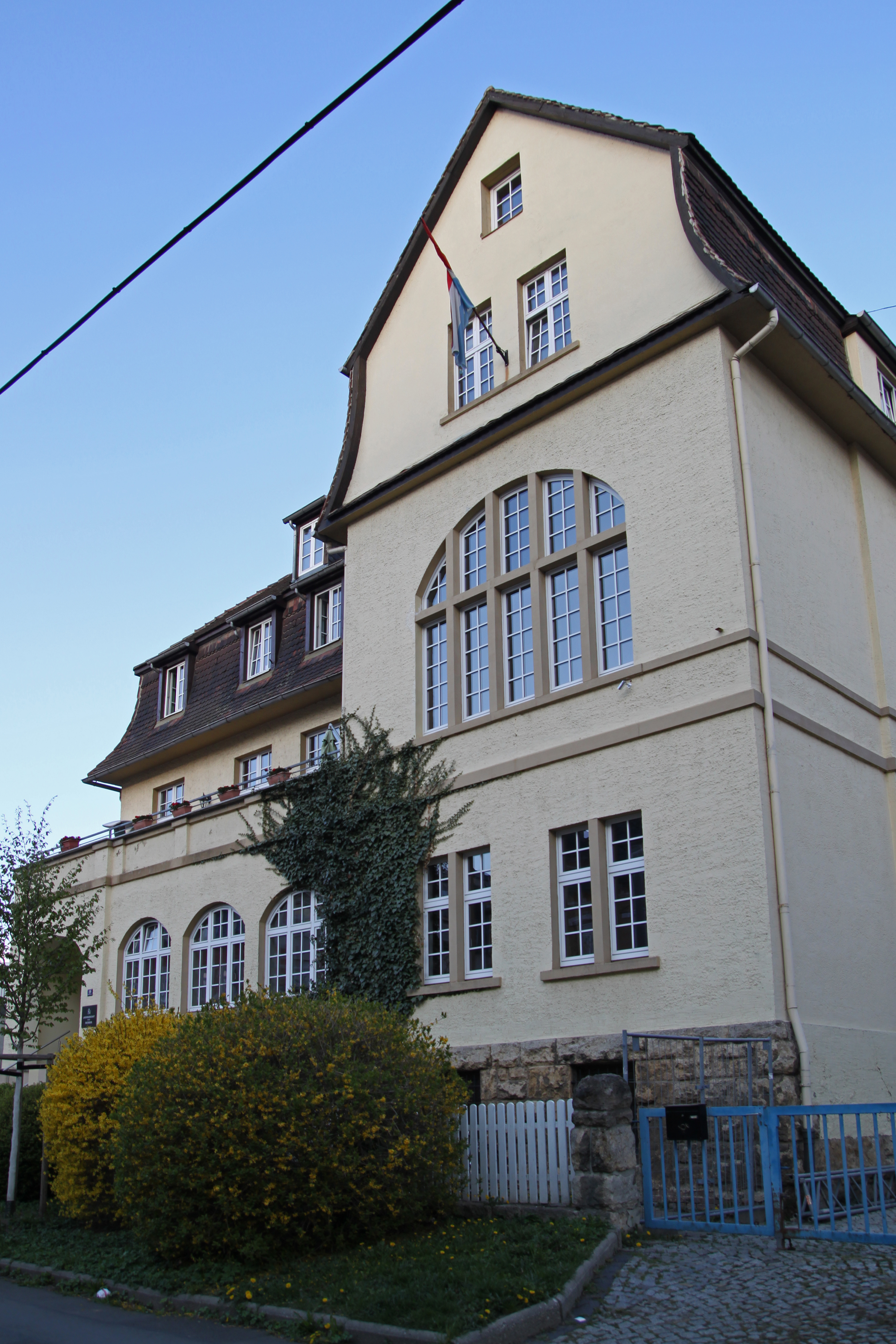
Rhenanenhaus in Jena

1901 nahm sie Zirkel und Farben auf und führte 1912 den Namen „Klassisch Historische Verbindung Hermunduria zu Jena“ mit unbedingter Satisfaktion und rot-weiß-goldenem Kneipcouleur. Als „Wissenschaftliche Verbindung Hermunduria zu Jena“ trat sie im Sommersemester 1921 dem Deutschen Waffenring und dem Hochschulring deutscher Art bei.
1924 verschmolzen „Hermunduria“, „Silvania auf den Kernbergen“ und „Burgundia“ zur „Freien Akademischen Verbindung Burgundia zu Jena“. Man verließ das Göttinger Kartell, gab unbedingte Satisfaktion auf und führte Zirkel und die Farben weinrot-weiß-gold mit weinroter Mütze im Biedermeierformat ein.
1924 wurde man in der Deutschen Wehrschaft admittiert und 1925 aufgenommen. Im Sommersemester 1929 konnte das Verbindungshaus am Unteren Philosophenweg bezogen werden. Nach dem Ausscheiden aus den Deutschen Wehrschaft im Wintersemester 1929/30 wurde ein Paukverhältnis mit den Jenenser Landsmannschaften eingegangen. Der Admission in den Verband der Deutschen Landsmannschaften 1932 folgte die Rezeption 1934.
Nach der Zwangsauflösung der Verbände und Korporationen 1936 beheimatete Burgundia bis 1945 auf ihrem Haus die Kameradschaft Günther Pfarr.

## Zusatzinfos
Als Mitglied des Coburger Convents vertritt die Landsmannschaft Rhenania Jena dessen Grundprinzipien von Toleranz und politischer Neutralität.
So sind bei der Auswahl der Mitglieder Faktoren wie Herkunft oder ethnische Abstammung irrelevant.

## Bekannte Mitglieder
- Karl von Bardeleben, Anatom
- Hans von Bülow, Komponist, Pianist und Orchesterdirigent
- Alexander Cartellieri, Historiker
- Berthold Delbrück, Sprachwissenschaftler
- Ernst Diehl, Philologe und Epigraphiker
- Wilhelm Dörpfeld, Archäologe, Ausgrabungsleiter in Troja und Olympia
- Rudolf Eucken, Schriftsteller, Literaturnobelpreisträger
- Heinrich Gelzer, Philologe, Althistoriker und Byzantinist
- Karl Julius Guyet, Jurist und Rektor der Universität Jena
- Ernst Haeckel, Biologe
- Heinrich Haeser, Pathologe, Medizinhistoriker und Hochschullehrer
- Ferdinand Gotthelf Hand, Theologe
- Karl von Hase, Theologe
- Ernst Ludwig Theodor Henke, Theologe
- Oskar Hertwig, Zoologe
- Andreas Gottlieb Hoffmann, Theologe
- Walther Judeich, Althistoriker
- Alfred Kleeberg, Schulleiter und Schulreformer
- August Klughardt, Komponist
- Eduard Lassen, Komponist
- Franz Liszt, Komponist
- Max Matthes, Internist
- Peter Plath, Mediziner
- Wilhelm Röpke, Chirurg
- Walter Sauerlandt, Ackerbauwissenschaftler
- Eduard Sievers, germanistischer Mediävist und Linguist
- Dietrich Schäfer, Historiker
- Moritz Seebeck, Kurator der Universität Jena
- Wilhelm Sievers, Geograph
- Wilhelm Stade, Komponist
- Hans Heinrich Thunecke, Jurist und Präsident OLG Düsseldorf 1963–1978
- Fritz Timme, Gymnasial- und Hochschullehrer
- Andreas Trautvetter, Innenminister und stellv. Ministerpräsident des Landes Thüringen
- Karl August von Wangenheim, Jurist und Staatsminister
- Carl Zeiß, Mechaniker und Unternehmer
- Anton von Ziegesar, Oberappellationsgerichtspräsident und Kurator der Universität Jena

## Verhältnisse
Die Landsmannschaft Rhenania Jena hat gemeinsame Wurzeln mit der Sängerschaft zu St. Pauli Jena. Sie ist seit 1922 Mitglied im Goldenen Kartell und hat ein Freundschaftsverhältnis mit der Landsmannschaft Darmstadtia Gießen und der Landsmannschaft Gottinga Göttingen.
Mitglieder des Goldkartells sind außer Rhenania folgende Bünde:
- Landsmannschaft Ghibellinia Tübingen
- Landsmannschaft Teutonia München
- Landsmannschaft Teutonia Bonn
- Landsmannschaft Pomerania Halle-Aachen
- Landsmannschaft Preußen Berlin